# Shirebrook
Shirebrook är en stad och civil parish i Bolsover i Derbyshire i England. Orten har 9 760 invånare (2011).